# Кошарская волость
Кошарская волость — административно-территориальная единица в составе Конотопского уезда.
Административный центр — село Кошары.
Населённые пункты волости по переписи 1897 года:
| Населённый пункт            | Количество дворов в 1858 году | Количество дворов в 1897 году | Население в 1897 году |
| --------------------------- | ----------------------------- | ----------------------------- | --------------------- |
| хутор Александровский       | -                             | 23                            | 153                   |
| хутор Гарный (Белозерского) | 5                             | 10                            | 49                    |
| село Дептовка               | 418                           | 723                           | 4078                  |
| село Кошары                 | 122                           | 554                           | 3812                  |
| село Михайло-Анновка        | 40                            | 84                            | 554                   |
| хутор Нечаевский            | 5                             | 13                            | 96                    |
| деревня Фесевка             | 74                            | 150                           | 907                   |
| деревни Юрьевка             | 138                           | 289                           | 1822                  |